# Straßen der Weltstadt
Straßen der Weltstadt (deutscher Verleihtitel 1931) bzw. Straßen der Großstadt (deutscher Nachkriegstitel bei der ersten Fernsehausstrahlung 1969) ist ein US-amerikanisches Spielfilmdrama aus dem Jahre 1931 von Rouben Mamoulian mit Gary Cooper und Sylvia Sidney in den Hauptrollen.

## Handlung
Der schlaksige hochgewachsene The Kid weiß mit dem Revolver perfekt umzugehen, immerhin arbeitet er in einer Schießbude. Die junge Nan Cooley ist hin und weg von dem gutaussehenden, jungen Mann, seitdem sie ihn das erste Mal gesehen hat. Dagegen hätte der Gangsterboss Pop Cooley, Nans Stiefvater, auch nicht viel einzuwenden, wenn sich denn The Kid seiner Gang anschließen würde. Denn seine Nan ist, dank Pops einträglicher Verbrechergeschäfte, von klein auf einen hohen Lebensstandard gewohnt, und den soll sie auch fortan nicht vermissen müssen. Mit den Einnahmen aus der Schießbude aber, so Pops Argument, könne The Kid wohl kaum für den angemessenen Unterhalt Nans sorgen. Da sich The Kid aber standhaft weigert, versucht ihn Pop Cooley unter Druck zu setzen. Er überreicht Nan denjenigen Revolver, mit dem er soeben im Auftrag des Oberbosses „Big Fellow“ Maskal den Gangsterkollegen Blackie ermordet hatte (weil Blackie sich gegen Maskals Anspruch auf Blackies Gangsterbraut Aggie ausgesprochen hatte). Nun ist auch Nan in die finsteren Geschäfte ihres Stiefvaters verwickelt und, so hofft wohl auch Pop, damit auch The Kid.
Nan glaubt in ihrer Naivität, dass der Mob, dem Pop Cooley angehört, sie nach ihrer Verhaftung nicht im Regen stehen lässt. Tatsächlich wandert sie ins Gefängnis, und ebenso tatsächlich lässt sie die Gangsterbrut sehr wohl allein im Regen stehen. The Kid, der das Mädel aufrichtig liebt, bleibt gar nichts anderes übrig, als sich der Gang anzuschließen. Er besucht Nan im Gefängnis, und die junge Frau ist entsetzt, als sie ihn im teuren Pelzmantel sieht, ist dies doch ein Zeichen dafür, dass sich The Kid mit den Gangstern eingelassen hat. Es sind dieselben Verbrecher, die soeben den Gangsterfreund einer Insassin vor den Toren des Gefängnisses niedergeschossen haben – ein Vorgang, dessen Zeugin Nat geworden ist. Nan will ihre Strafe absitzen und ab diesem Zeitpunkt nichts mehr mit dem Gesindel ihres Stiefvaters zu tun haben. Sie verlangt von ihrem Freund, dass auch er den Mob verlässt, doch The Kid hat an dem angenehmen Leben ohne Geldsorgen Gefallen gefunden und verweigert sich Nans Wunsch. Auch der alte Cooley zeigt sich völlig uneinsichtig und hat sich zwischenzeitlich mit einer berechnenden Schlampe namens Pansy eingelassen.
Oberboss Big Fellow Maskal, der Kerl, dem man lieber keinen Wunsch abschlägt, hat derweil ein Auge auf Nan geworfen und veranstaltet der Entlassenen zu Ehren eine große Willkommensparty, auf der sie die ganze Zeit mit dem mächtigen Gangster tanzen muss. The Kid lässt sich aber nicht einfach beiseite schubsen und macht Maskal klar, dass seine Ansprüche auf Nan älter sind, woraufhin Maskal ihm ziemlich eindeutig droht. Einige seiner Schläger tauchen später bei The Kid auf, um ihn umzubringen. Dieser aber entwaffnet sie und will es nun Maskal heimzahlen. Nan, die nicht möchte, dass die Auseinandersetzung eskaliert, warnt daraufhin Maskal und bietet ihm an, fortan die Seine zu sein, sollte er dafür The Kid in Ruhe lassen. Maskal geht auf diesen schmutzigen Deal ein. Das bekommt nun Maskals derzeitige Flamme Aggie mit und schießt ihren Lover mit Nans Revolver nieder, als er zu Nan gehen will.
Nun droht Nan das zweite Mal Gefängnis, diesmal soll sie sogar des Mordes angeklagt werden. The Kid, jetzt selbst zum Gangsterboss aufgestiegen, befreit Nan und türmt mit ihr, drei von Maskals Männern, die den Mord an ihrem toten Boss rächen wollen, im Genick. Dann bemächtigen sich auch noch rivalisierende Schläger-Gangster des flüchtigen Paars, um es zu beseitigen. In einem rasenden Zug kommt es zu einem Duell auf Leben und Tod, wobei Nan einen Revolver ergreifen und die The Kid und sie bedrohenden Schurken entwaffnen und aus dem Zug schubsen kann. Jetzt hat auch The Kid endgültig die Nase voll von „Freunden“, die man nur in einem solchen Milieu antreffen kann. Er und Nan beschließen, einfach weiterzufahren und in der Fremde ein neues, vor allem aber gefahren- und gangsterfreies Leben beginnen.

## Produktionsnotizen
Straßen der Weltstadt entstand im Winter 1930/31 in den Paramount Studios in Astoria, New York, und wurde am 18. April 1931 uraufgeführt. Die deutsche Erstaufführung fiel in den Dezember 1931, nur wenige Tage vor Weihnachten. In Österreich war der Streifen unter dem Titel Pulverfaß New York bereits im Vormonat, am 6. November 1931, zu sehen gewesen. Am 12. Juli 1969 wurde der Film unter dem neuen Titel Straßen der Großstadt erstmals im deutschen Fernsehen (zugleich als deutsche Nachkriegs-Erstaufführung) ausgestrahlt.
Für die damals 20-jährige Sylvia Sidney bedeutete dieser Film den Durchbruch zum Kinostar.

## Kritiken
„Zu viel Anstrengungen, um Schmerzen kunstvoll zu verpacken, obwohl die geschickte Handhabung und die eleganten Kulissen helfen.“

„So viele brillante Ansätze, sodass jeder, der den Film sieht, Mamoulian eine brillante Karriere voraussagen wird.“

Paimann’s Filmlisten resümierte: „Ein häufig variiertes aber durch die Echtheit seines Milieus packendes Sujet ist kontinuierlich inszeniert, vortrefflich besetzt. (…) Die Aufmachung [ist] anständig, eine Autosensation ausgezeichnet gestellt.“

„Straffes, veraltetes Unterweltmelodram, dass vor allem aufgrund der sehr filmischen Umsetzung seines Regisseurs Interesse verdient.“

„Mamoulians unbedeutender Kriminalfilm nach einem Roman von Hammett ermöglichte immerhin eine der besten Leistungen von Sylvia Sidney und begründete ihre Starkarriere.“

„Elegantes Melodram interessiert mehr aufgrund Mamoulians innovativer Präsentation (und die erstaunliche Kameraarbeit von Lee Garmes) als für die vorhersehbare Geschichte.“